# Paltas (canton)
Paltas est un canton d'Équateur situé dans la province de Loja.